# Ambientalmente amigável

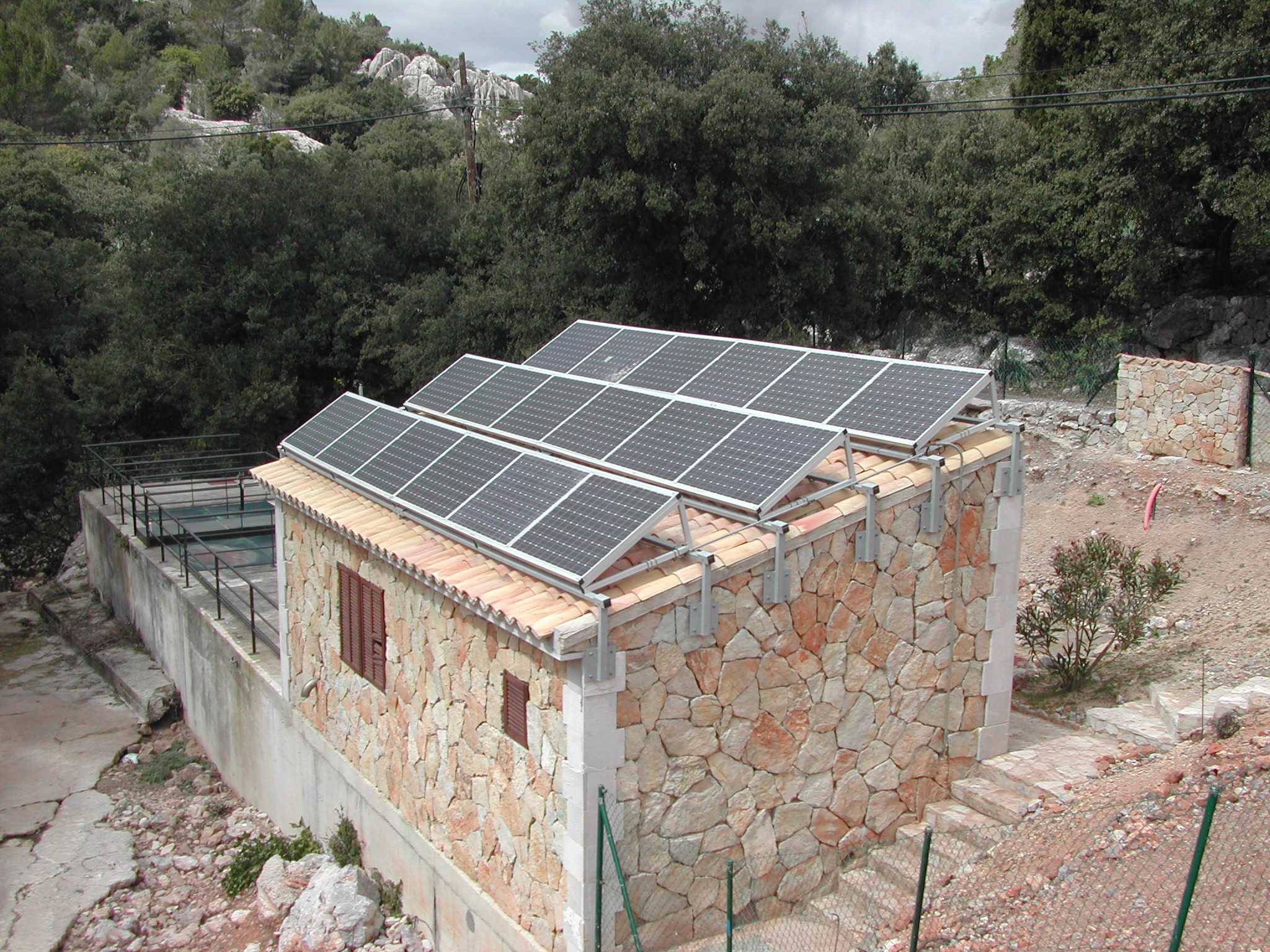
Uma estação de tratamento de esgoto que utiliza energia solar, localizada no mosteiro de Santuari de Lluc, na Espanha.

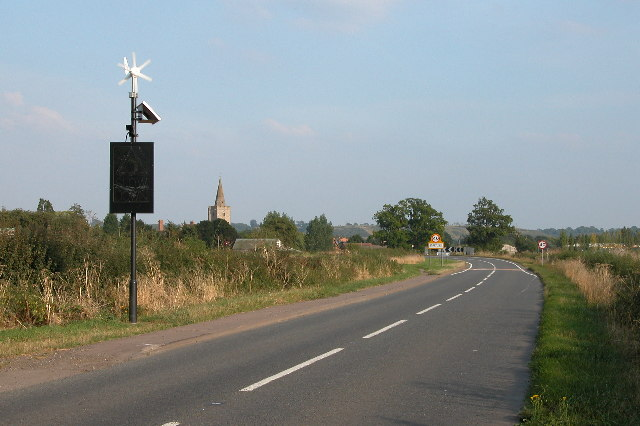
Aviso de velocidade ecológico alimentado por energia solar e eólica.

Processos amigáveis ao meio ambiente, também conhecidos como eco amigáveis, amigáveis à natureza ou verdes, são termos de sustentabilidade e marketing que se referem a bens e serviços, leis, diretrizes e políticas que reivindicam redução, mínima ou nenhuma danos aos ecossistemas ou ao meio ambiente.
As empresas usam esses termos ambíguos para promover bens e serviços, às vezes com certificações adicionais e mais específicas, como rótulos ecológicos (ecolabels). Seu uso excessivo pode ser chamado de greenwashing. Para garantir o cumprimento bem-sucedido dos Objetivos de Desenvolvimento Sustentável (ODS), as empresas são aconselhadas a empregar processos ecologicamente corretos em sua produção. Especificamente, o Objetivo de Desenvolvimento Sustentável 12 mede 11 metas e 13 indicadores "para garantir padrões sustentáveis de consumo e produção".